# Alex Jackson
Alexander Skinner Jackson (* 12. Mai 1905 in Renton, Schottland; † 15. November 1946 in Kairo) war ein schottischer Fußballspieler.

## Leben
Jackson wurde in Renton, einem kleinen Dorf in Schottland, geboren. Der Schotte spielte vor allem auf den Außenbahnen. Seine Stärken waren das Dribbling und das Treten von Freistößen. Der erste Klub Jacksons war der Heimatklub Renton Victoria FC. 1922 wechselte der talentierte Fußballer zum FC Dumbarton. Nach nur einem Jahr ging es weiter zum schottischen Traditionsklub FC Aberdeen. Von Aberdeen und Bethlehem Star ging er 1925 zu Huddersfield Town, wo er seine größten Erfolge verbuchte. 1930 wechselte er an die Stamford Bridge zum FC Chelsea. In den zwei Jahren bei den Blues konnte Jackson keinen Titel erringen. Nach dem Ende seiner Zeit in London spielte der Schotte noch für die Aston Nationals und den FC Margate. International spielte er 17 Mal für die schottische Fußballnationalmannschaft und erzielte acht Tore. Im Zweiten Weltkrieg diente Jackson im Royal Pioneer Corps der Britischen Armee im Nahen Osten. Jackson starb 1946 bei einem Autounfall während seiner Armeezeit in Kairo. 

### Stationen
- Renton Victoria FC
- FC Dumbarton (1922–1923)
- FC Aberdeen (1923–1924)
- Bethlehem Star (1924–1925)
- Huddersfield Town (1925–1930) (179 Einsätze, 70 Tore)
- FC Chelsea (1930–1932) (65/26)
- Aston Nationals (1932–1933)
- FC Margate (1933)

| Personendaten    | Personendaten                                   |
| ---------------- | ----------------------------------------------- |
| NAME             | Jackson, Alex                                   |
| ALTERNATIVNAMEN  | Jackson, Alexander Skinner (vollständiger Name) |
| KURZBESCHREIBUNG | schottischer Fußballspieler                     |
| GEBURTSDATUM     | 12. Mai 1905                                    |
| GEBURTSORT       | Renton, Schottland                              |
| STERBEDATUM      | 15. November 1946                               |
| STERBEORT        | Kairo                                           |